# Takeshi Kamura
Takeshi Kamura (jap. 嘉村健士, ur. 14 lutego 1990 r.) – japoński badmintonista, srebrny i brązowy medalista mistrzostw świata, srebrny medalista mistrzostw Azji. W grze podwójnej występuje z Keigo Sonodą.